# Parotia carolae
Parotia carolae là một loài chim trong họ Paradisaeidae.